# الهيئة العامة لتعاونيات البناء والإسكان (مصر)
الهيئة العامة لتعاونيات البناء والإسكان هي هيئة حكومية مصرية، تتبع وزارة الإسكان والمرافق والمجتمعات العمرانية، تعمل على دفع مسيرة الإسكان التعاوني في مصر، لتوفير المسكن لكل مواطن مصري بسعر مناسب وأقساط ميسرة وذلك للمساهمة في حل مشكلة الإسكان في مصر ضمن خطة وزارة الإسكان والمرافق والمجتمعات العمرانية في تحقيق التنمية العمرانية المستدامة.

## التشريعات المنظمة
- قرار رئيس الجمهورية رقم 319 لسنة 1961 بإنشاء المؤسسة العامة التعاونية للإسكان.[3]
- قرار رئيس الجمهورية رقم 4420 لسنة 1965 بشأن تنظيم المؤسسة المصرية التعاونية للبناء والإسكان.[4]
- في عام 1971 تم تحويل مسمى المؤسسة المصرية العامة للبناء والإسكان إلى الهيئة العامة لتعاونيات البناء والإسكان
- قرار رئيس الجمهورية رقم 193 لسنة 1977 في شأن تنظيم الهيئة العامة لتعاونيات البناء والإسكان.[5]
- قرار رئيس مجلس الوزراء رقم 1039 لسنة 1979 باعتبار الهيئة من الهيئات الاقتصادية التي تقوم بتدبير مواردها ذاتياً.
- قانون التعاون الإسكاني رقم 14 لسنة 1981.[6]
  - التعديلات:
    - قانون رقم 15 لسنة 1982.[7]
    - قانون رقم 122 لسنة 2008.[8]

## مجالات عمل الهيئة
- رسم السياسة العامة لقطاع الإسكان التعاوني وتطويره.
- تحقيق أهداف السياسة التعاونية في مجال البناء والإسكان.
- شراء الأراضي اللازمة لإنشاء المجمعات السكنية التعاونية وتخطيطها وتقسيمها وتزويدها بالمرافق العامة وتخصيصها للجمعيات التعاونية .
- توفير الدعم الفني والمالي والاداري اللازم للجمعيات التعاونية التي تعمل في مجال الإسكان.
- أعمال صندوق الإقراض التعاوني في مجال البناء والإسكان
- مباشرة الأعمال الصناعية والتجارية وغيرها داخل الإطار التعاوني سواء بطريق مباشر أو غير مباشر.
- تصميم مشروعات العمارات التعاونية المجمعة والإشراف على تنفيذها.

## رؤساء الهيئة
- وليد فاروق البارودي (9 أبريل 2023 - حتى الآن).[9]
- محمود فهمي نصار (ديسمبر 2022 - أبريل 2023).[9]
- حسام الدين مصطفى رزق (أبريل 2012 - ديسمبر 2022).[9]
- العيسوي أحمد العيسوي (مارس 2012 إلى أبريل 2012).[9]
- سعود السيد عبد اللطيف (مارس 2009 - مارس 2012).[9]
- عواطف عامر بحيري (يناير 2006 - سبتمبر 2008).[9]
- أحمد زكي عابدين (أبريل 2004 - يناير 2006).[9]
- محمد محمد جودة (ديسمبر 1998 - أبريل 2004).[9]
- مهندس عصام الدين محمد رشاد (مايو 1995 - ديسمبر 1998).[9]
- علي معروف محمد (ديسمبر 1992 - مايو 1995).[9]
- وصفي عطية مباشر (فبراير 1986 - ديسمبر 1992).[9]
- صلاح الدين محمد فهمي (فبراير 1984 - فبراير 1986).[9]
- عبد الرحمن لبيب أحمد (فبراير 1973 - فبراير 1984).[9]
- محمود أمين عبد الحافظ (يناير 1967 - فبراير 1973).[9]
- أحمد حسن رفعت (مايو 1962 - يناير 1967).

## محاور عمل الهيئة
- إنشاء (مشروعات تعاونية استثمارية) يتم دعم الوحدات التعاونية من عائد البيع للعناصر الإستثمارية مثل (مشروع بورسعيد) عبارة عن 3000 وحدة سكنية، جراج سعة 1460 سيارة، مول تجاري،4 برج إداري (44 وحدة لكل برج).
- إنشاء مجمعات عصرية للإسكان التعاوني بالمدن الجديدة (توفير أراضي - تخطيط وتصميم - ترفيق) مثل مشروع ( أكتوبر – القاهرة الجديدة – بدر – العاشر من رمضان – برج العرب – مدن الصعيد "المنيا – أسيوط – أسوان – سوهاج").
- إنشاء مجمعات تعاونية منتجة ذات مقوم اقتصادي (حرفي - زراعي) مثل مشروع فرهاش بالبحيرة (زراعي – حرفي) يتكون من (7عمارات  بإجمالى عدد وحدات 140 وحدة – 73 ورشة – 62 محل) كمرحلة أولي.
- إنشاء مجتمعات تنموية إقليمية ذات مقوم اقتصادي صناعي مثل مشروع طربول – أطفيح (صناعي – سكني) 26 ألف فدان 13 ألف منشأة صناعية علي 45 مليون م2 – (عمارات سكنية -  قرية ريفية -  مدينة الرخام -  ميناء جاف ) وذلك علي 9 مراحل.
- المراقبة والتفتيش المالي والإداري والفني على جميع جمعيات الإسكان التعاوني بعدد 3500 جمعية
- تفعيل دور مصر إقليمياً ودولياً وتبادل الخبرات والتفاعل مع التجارب التعاونية الناجحة في جميع أنحاء العالم (عضو الحلف التعاوني الدولي - رئاسة المنظمة الإفريقية لتعاونيات الاسكان - رئاسة المكتب الإقليمي للحلف التعاوني الدولي لمنطقة شمال إفريقيا - رئاسة مصر لمجلس وزراء التعاونيات الأفارقة ).

## جوائز حصلت عليها الهيئة
- درع الحركة التعاونية في ماليزيا 2017.
- درع التميز من المؤتمر الدولي للإسكان التعاوني في السعودية 2018
- درع وزارة الإسكان السعودية 2019
- شهادة تقدير الحلف التعاوني الدولي 2019.
- درع محافظة بورسعيد عن إنشاء أبراج تعاونية استثمارية.
- درع محافظة البحيرة لإنشاء مجمع سكنى حرفي بقرية فرهاش.
- درع محافظة دمياط لعمل التصميم والمخطط العام لمدينة دمياط للأثاث.
- درع محافظة المنيا للدراسات الخاصة بمشروع استصلاح وتنمية مليون ونصف فدان